# Fiona Steil-Antoni
Fiona Steil-Antoni (Niederkorn, 10 gennaio 1989) è una scacchista lussemburghese, maestro internazionale femminile.
Ha partecipato a sette Olimpiadi degli scacchi, ottenendo la medaglia d'oro alle Olimpiadi di Torino del 2006.

## Biografia
Dopo gli studi in "Events Management" presso la London Metropolitan University ha lavorato come giornalista per la rivista Chess Evolution Weekly Newsletter. Dal 2016 lavora come commentatrice presso chess24.
Dal 2018 al 2022 è stata membro della Commission for Women's Chess e della Commission of Chess Journalists della FIDE.

## Carriera

### Giovanili
Imparò a giocare a scacchi del padre a nove anni, dopo un anno entrò a far parte della squadra nazionale juniores. Da quel momento venne allenata dal Grande Maestro ceco Vlastimil Jansa.
Ha rappresentato per la prima volta il Lussemburgo in occasione del Campionato del mondo giovanile di scacchi a Oropesa del Mar nel 2000, torneo che disputerà poi sei volte in totale. Per il Lussemburgo ha anche giocato nel Campionato europeo giovanile di scacchi quattro volte, oltre che nel Campionato del mondo juniores di scacchi a Puerto Madryn 2009.

### Eventi individuali
Ha chiuso come =2ª il WGM tournament di Condom 2008.
Ha ottenuto il titolo di Maestro Internazionale femminile (WIM) nell'aprile 2010 grazie ai risultati ottenuti nelle Olimpiadi del 2006, nel Campionato del mondo giovanile di scacchi 2007, nel Vandœuvre-lès-Nancy Open 2008, e nel Condom WGM 2008.
Ha vinto il Campionato lussemburghese femminile di scacchi diverse volte. 
È giunta seconda nel Klaksvík Open 2010, nel Uxbridge e2e4 Autumn Women's International nel 2010 e nel Mulhouse WIM 2012.

### Eventi a squadre

#### Nazionale
Steil-Antoni ha rappresentato il Lussemburgo in sette Olimpiadi degli scacchi dal 2002 al 2014, giocando nella sezione Open nell'edizione di Chanty-Mansijsk 2010. Il suo miglior risultato lo ha ottenuto nelle Olimpiadi di Torino 2006, nelle quali ha ottenuto 10 su 12 e ha vinto la medaglia d'oro come seconda scacchiera, risultato che le ha fatto ottenere il titolo di Maestro FIDE Femminile.
In nazionale ha giocato due volte il Campionato europeo a squadre per microstati (2009 e 2013), vincendo la medaglia di bronzo a Andorra la Vella nel 2009.
Nel Campionato europeo a squadre di Porto Carras 2011 ha giocato nella sezione Open.

#### Club
Lei e il Maestro Internazionale Tom Weber hanno vinto il torneo lampo a coppie di Gibilterra 2011, evento che ha segnato la prima apparizione nelle competizioni del “The Smashing Pawns”, una squadra che ha fondato assieme ad alcuni amici. A gennaio 2018 gioca per le squadre The Smashing Pawns (Lussemburgo), Vandoeuvre (Francia) e Cheddleton (Inghilterra).